# Sonic Boom (игра, 2014)
Sonic Boom — видеоигра в жанре action-adventure для консолей Wii U и Nintendo 3DS, разработанная Big Red Button и Sanzaru Games в сотрудничестве с Sonic Team. Это первая игра в новой франшизе Sonic Boom, и третья, созданная в рамках эксклюзивного соглашения с Nintendo. Игра является приквелом к одноимённому мультсериалу. Версии для разных платформ носят разные названия — Sonic Boom для Wii U имеет подзаголовок Rise of Lyric, а игра для 3DS — Shattered Crystal. На территории Японии игры распространяются под названиями Sonic Toon: Ancient Treasure (яп. ソニックトゥーン 太古の秘宝 соникку ту:н тайко но хихо:) и Sonic Toon: Adventure Island (яп. ソニックトゥーン アイランドアドベンチャー соникку ту:н айрандо адобэнтя:) соответственно. В 2016 году состоялся выход новой игры серии под названием Sonic Boom: Fire & Ice для платформы Nintendo 3DS.

## Игровой процесс
Обе версии Sonic Boom представляют собой игры жанра action-adventure. В Sonic Boom: Rise of Lyric игровой процесс сосредоточен на боях и исследованиях, в то время как Sonic Boom: Shattered Crystal содержит элементы платформера, с акцентом на решение головоломок. В обеих версиях на выбор игрока предоставлены персонажи ёж Соник, лисёнок Майлз «Тейлз» Прауэр и ехидна Наклз; в Rise of Lyric также доступна ежиха Эми Роуз, а в Shattered Crystal новый персонаж — барсучиха Стикс. Каждый персонаж имеет свои уникальные приёмы и способности: Соник быстро бегает, Тейлз умеет летать и использовать различные устройства, Наклз может зарываться в землю и взбираться по стенам, Эми с помощью своего молота способна уничтожать врагов и препятствия и выполнять тройной прыжок, в то время как другие делают два прыжка, а управляя бумерангом Стикс, игрок может атаковать противников и активировать переключатели. Каждый персонаж обладает похожим на энергетический шнур устройством под названием «EnerBeam», которое можно использовать в качестве оружия, либо для взаимодействия с игровыми объектами.
В однопользовательском режиме игрок может переключаться между героями. В Sonic Boom: Rise of Lyric также имеется поддержка кооперативного прохождения вдвоем и соревновательного вчетвером, однако онлайн-мультиплеер отсутствует. Обе версии игры различаются сюжетом, строением уровней, локациями и противниками.
Изначально сообщалось, что в игре не будет Изумрудов Хаоса, так как они не существуют в мире Sonic Boom. Позже продюсер игры Стивен Фрост поправился, уточнив, что сказанное его коллегами в интервью неправильно истолковали: Изумрудов не будет в предстоящей игре, но в дальнейшем они могут появиться в других частях. Разработчики обещали, что внесут в сюжет старых персонажей из вселенной Соника. 14 августа было анонсировано о появлении в играх Метал Соника и ежа Шэдоу.

## Сюжет
Антагонистом в обеих играх выступает Лирик — представитель древней расы, напоминающий змею-киборга. Сонику и его друзьям предстоит сразиться с его армией роботов и разрушить планы злодея по завоеванию мира. Версии игры различаются сюжетом. Так, в Sonic Boom: Shattered Crystal команда Соника должна будет спасти Эми Роуз, похищенную Лириком.

## Озвучивание
В озвучивании приняли участие те же актёры, что и в предыдущих играх, за исключением Тейлза: его роль исполнила Коллин Виллард, тем самым заменив Кейт Хиггинс, озвучивавшую лиса в предыдущих играх.
| Персонаж        | Английское озвучивание |
| --------------- | ---------------------- |
| Ёж Соник        | Роджер Крейг Смит      |
| Лисёнок Тейлз   | Коллин Виллард         |
| Ехидна Наклз    | Трэвис Уиллингем       |
| Эми Роуз        | Синди Робинсон         |
| М.А.Й.А         | Синди Робинсон         |
| Доктор Эггман   | Майк Поллок            |
| Мэр Финк        | Майк Поллок            |
| Бобёр-привереда | Майк Поллок            |
| Лирик           | Патрик Сайц            |
| Солти           | Патрик Сайц            |
| Хоки            | Патрик Сайц            |
| Ёж Шэдоу        | Кирк Торнтон           |
| Клифф           | Кирк Торнтон           |
| Прораб Фред     | Кирк Торнтон           |
| Шеф-повар Вуди  | Кирк Торнтон           |
| Старина Такер   | Кирк Торнтон           |
| Q-N-C (Квинси)  | Бен Дискин             |
| Барсучиха Стикс | Ника Футтерман         |
| Доктор Джинджер | Ника Футтерман         |
| Перси           | Эрин Фицджералд        |

## Разработка
17 мая 2013 года Sega и Nintendo объявили о заключённом между компаниями соглашении, согласно которому Sega должна была выпустить три игры серии Sonic the Hedgehog эксклюзивно для консолей от Nintendo. Первые две игры — Sonic Lost World и Mario & Sonic at the Sochi 2014 Olympic Winter Games были анонсированы в тот же день. Сообщалось, что информация о третьей игре будут раскрыта позднее. Двумя месяцами ранее, кадры из необъявленной на тот момент Sonic Boom: Rise of Lyric были продемонстрированы в трейлере движка CryEngine 3, показанном на мероприятии Game Developers Conference.
Sonic Boom была официально анонсирована 6 февраля 2014 года. Игра является частью нового ответвления от основной серии, которое также включает в себя одноимённый мультсериал и разные сопутствующие товары. Одним из отличий Sonic Boom от предыдущих игр стал изменённый внешний вид персонажей. По заявлению Sega новое ответвление не было создано, чтобы заменить оригинальную франшизу.
Работа над игрой началась в 2011 году, до заключения сделки Sega с Nintendo. На ранних этапах производства обе игры носили название Sonic Synergy. Версию игры для Wii U разрабатывала лос-анджелесская игровая студия Big Red Button, а версию для Nintendo 3DS — студия Sanzaru Games из Сан-Франциско. Sonic Team, компания-разработчик основных игр серии, и её глава Такаси Иидзука осуществляли надзор над проектом. Big Red Button была выбрана потому, что работники студии и её руководитель Боб Рафей ранее участвовали в разработке игр Jak and Daxter и Uncharted, и поэтому имели опыт в создании игр жанра action-adventure. Главным дизайнером уровней в Sonic Boom: Rise of Lyric выступил Крис Сенн, известный по разработке отменённой игры Sonic X-treme для Sega Saturn. Причиной по которой работа над Sonic Boom была доверена американским разработчикам, стало желание Sega повысить привлекательность франшизы для западной аудитории. Изначально сообщалось, что ни игры, ни мультсериал не будут выпущены на территории Японии, а Sonic Team продолжит делать другие игры про Соника параллельно с производством игр и тематической продукции для нового ответвления. Однако позднее было объявлено, что игры всё же выйдут в Японии, где будут распространяться под названием Sonic Toon.
Разработка игры велась одновременно с созданием мультсериала. Big Red Button, Sega и анимационная студия OuiDo! Entertainment обменивались идеями и тесно сотрудничали друг с другом. По словам разработчиков, Sonic Boom была вдохновлена играми Sonic the Hedgehog 2, Sonic Adventure и Sonic Generations. Sonic Boom: Rise of Lyric стала первой игрой для консоли Wii U, базирующейся на движке CryEngine 3. Из-за того, что движок не поддерживал функцию разделённого экрана, Big Red Button пришлось обратиться за помощью к немецкой компании Crytek, — создателям CryEngine 3.
Sonic Boom: Rise of Lyric и Sonic Boom: Shattered Crystal были показаны на выставке Electronic Entertainment Expo 2014, проводившейся с 10 по 12 июня в Лос-Анджелесе. C 24 по 27 июля игры демонстрировались на фестивале San Diego Comic-Con в Сан-Диего, с 14 по 17 августа — на выставке Gamescom в Кёльне, с 29 августа по 1 сентября — на PAX Prime в Сиэтле, 10 сентября — на GameStop Expo в Анахайме, с 18 по 21 сентября — на Tokyo Game Show в Тибе, с 25 по 28 сентября — на EGX London в Лондоне, 4 октября — на мероприятии Sonic Boom в Нью-Йорке. 4 ноября на сервисе цифровой дистрибуции Nintendo eShop стала доступна для загрузки демонстрационная версия Sonic Boom: Shattered Crystal, а 4 декабря была выпущена демоверсия Sonic Boom: Rise of Lyric. Выход Sonic Boom: Rise of Lyric в Северной Америке первоначально должен был состояться 18 ноября, но позднее был перенесён на 11 ноября. На эту же дату запланирован релиз Sonic Boom: Shattered Crystal. В Европе обе игры были выпущены 21 ноября, а в Японии — 18 декабря. В качестве продвижения Sonic Boom: Shattered Crystal, в день выхода игры, в Nintendo eShop появилась бесплатная тема для Nintendo 3DS, а в игру Puzzle Swap, доступную через приложение StreetPass Mii Plaza, был добавлен пазл, посвящённый Sonic Boom. При оформлении предзаказа любой из игр через сети продаж GameStop и EB Games в США и Канаде соответственно, можно было бесплатно получить экшен-фигурку Соника с Древним кристаллом. В США и Великобритании, покупателям, осуществившим предварительный заказ Sonic Boom: Rise of Lyric через торговую сеть Amazon.com, предоставлялся код для разблокировки дополнительных световых костюмов для игровых персонажей. Жители Великобритании, оформившие предзаказ игр через онлайн-магазин Nintendo, в качестве бонуса получали тематическую футболку. В Sonic Boom: Shattered Crystal в качестве внутриигрового контента, вошёл комикс от издательства Archie Comics, созданный специально для игры.

## Отзывы и критика
| Сводный рейтинг    | Сводный рейтинг               |
| Агрегатор          | Оценка                        |
| ------------------ | ----------------------------- |
| GameRankings       | 47,45 % (3DS) 33,15 % (Wii U) |
| Metacritic         | 32/100 (WiiU)                 |
| Иноязычные издания |                               |
| Издание            | Оценка                        |
| Destructoid        | 5/10 (WiiU)                   |
| Eurogamer          | 2/10 (WiiU)                   |
| Game Informer      | 4/10 (WiiU)                   |
| GameSpot           | 2/10 (WiiU)                   |
| IGN                | 4,3/10 (WiiU)                 |
| Hardcore Gamer     | (WiiU)                        |
| The Independent    | (WiiU)                        |
| Metro              | 1/10 (WiiU)                   |

Сразу после выхода на игру обрушился шквал негативных отзывов, которые критиковали в основном большое количество багов (такие как падения сквозь поверхность или «бесконечный прыжок» Наклза), падение кадровой частоты, неудобную камеру и управление. К 31 декабря 2014 года суммарный тираж проданных по всему миру обеих игр составил 490 тысяч копий — это стало самым худшим показателем по продажам за всю историю серии Sonic the Hedgehog. По состоянию на 31 марта 2015 года всего было продано 620 тысяч экземпляров игр.